# Robert H. Krieble
Robert H. Krieble (Worcester, 22 agosto 1916 – Old Lyme, 8 maggio 1997) è stato un chimico e imprenditore statunitense, cofondatore, con il padre Vernon, della Loctite.

## Biografia
Robert H. Krieble fondò la Loctite Corporation nel 1956 con il padre Vernon K. Krieble e ne divenne CEO dopo la morte di questi fino al 1986. Krieble si laureò in chimica a Haverford College nel 1935 e un successivo dottorato della Johns Hopkins University nel 1939. Dopo diversi anni impiegato presso la Socony Vacuum Oil Company, entrò in General Electric nel 1943, ove rimase fino alla nascita di Loctite nel 1956.
Krieble fu membro della Heritage Foundation dal 1978 (divenendone vice nel 1985) e nel consiglio della Free Congress Foundation. Fondò il Krieble Institute nel 1989, "to promote democracy and economic freedom in the Soviet Union and Eastern Europe". Durante tale servizio fece più di 80 viaggi nell'est, con seminari e meeting con leader e una rete a tempo pieno di oltre 20 000 esperti in campi diversi" La Heritage Foundation in suo onore tiene letture come "Robert H. Krieble Lecture", e dal 1998 tiene il "Robert H. Krieble Fellow in Coalition Relations" basato sulle donazioni della famiglia Krieble. Krieble donò almeno 100000 $ all'anno per un decennio.

## Onorificenze
Nel 1990 venne nominato da George H. W. Bush nell'Executive Committee del Citizens Democracy Corps.
Krieble fu insignito della "Freedom Flame" della Center for Security Policy nel 1994.